# Sainte-Eulalie-d'Ans
Sainte-Eulalie-d'Ans é uma comuna francesa na região administrativa da Nova Aquitânia, no departamento Dordonha. Estende-se por uma área de 11,69 km². Em 2010 a comuna tinha 295 habitantes (densidade: 25,2 hab./km²).